# 안니프리드 륑스타
안니프리드 륑스타 대공비, 플라우엔 백작부인(스웨덴어: Princess Anni-Frid Reuss, Dowager Countess of Plauen, 1945년 11월 15일 ~ )는 노르웨이 출신의 스웨덴의 가수로, ABBA의 일원이다.

## 음반
- Frida (음반) (1971)
- Djupa andetag (1996)